# Buried Alive match
De Buried Alive match is een match in het professioneel worstelen waarbij een van de deelnemers zijn tegenstander in een aangepaste doodskist of (tegenwoordig) kuil dient te werpen, waarna deze gevuld wordt met een lading zand. Vandaar dan ook de naam "Buried Alive" (bet. "Levend Begraven"). In de loop der jaren verving de Buried Alive match de traditionele Casket match (bet. "Doodskist wedstrijd").

## Verschil met Casket Match
Velen verwarren de Buried Alive match met de Casket match. Ze zijn haast hetzelfde, maar toch zijn er een aantal merkbare verschillen:
- De Buried Alive match is een statische kist die naast het podium staat, met andere woorden, men kan deze niet verplaatsen - bij een Casket match kan men de doodskist wel verplaatsen.
- Buried Alive matchen bevatten niet altijd een kist. De meest voorkomende versie is die waar men de ander gewoon in een diepe kuil werpt - bij een Casket match is het steeds een kist, want daar draait die match juist om.
- Bij Buried Alive telt overwinning pas wanneer er zand op de kist/het graf gegooid wordt. Als de tegenstander eruit kan klimmen voor het zand naar beneden komt, gaat de wedstrijd verder - bij een Casket match is de wedstrijd over zodra het deksel van de doodskist dichtklapt.

## Oorsprong
Het ontstaan van deze match heeft men te danken aan The Undertaker. Zijn gimmick was de inspiratiebron van vele match-types, waaronder zowel de Buried Alive als de Casket match. Verder heeft hij ook de Hell in a Cell en de Last Ride match op zijn naam staan. Men kan voor een deel ook het succes van de Inferno match op zijn naam schrijven aangezien hij er samen met Kane epische wedstrijden in heeft gevochten.